# 马琳·卡斯尔
马琳·卡斯尔（英語：Marlene Castle，1944年3月13日—），新西兰女子草地滚球运动员。她曾代表新西兰参加1990年、1994年、1998年和2002年英联邦运动会草地滚球比赛，获得一枚银牌和二枚铜牌。